# Bjurholm (Gemeinde)
Koordinaten: 63° 56′ N, 19° 13′ O

Bjurholm ist eine Gemeinde (schwedisch kommun) in der schwedischen Provinz Västerbottens län und den historischen Provinzen Ångermanland und Västerbotten. Der Hauptort der Gemeinde ist Bjurholm.
Durch die Gemeinde führen die Reichsstraßen 92 nach Umeå und Dorotea und die Regionalstraße 353 nach Lycksele und Nordmaling. Bjurholm ist Schwedens bevölkerungsmäßig kleinste Gemeinde.

## Geographie
Die Gemeinde liegt im Vorland des Skandinavischen Gebirges und ist geprägt von einer hügeligen Landschaft mit tief eingeschnittenen Flusstälern. Der größte Fluss ist der Öreälven, an dem auch der Hauptort liegt.

## Geschichte
1974 wurde die Gemeinde mit der Nachbargemeinde Vännäs zusammengelegt. 1983 wurden beide Gemeinden aber wieder getrennt.

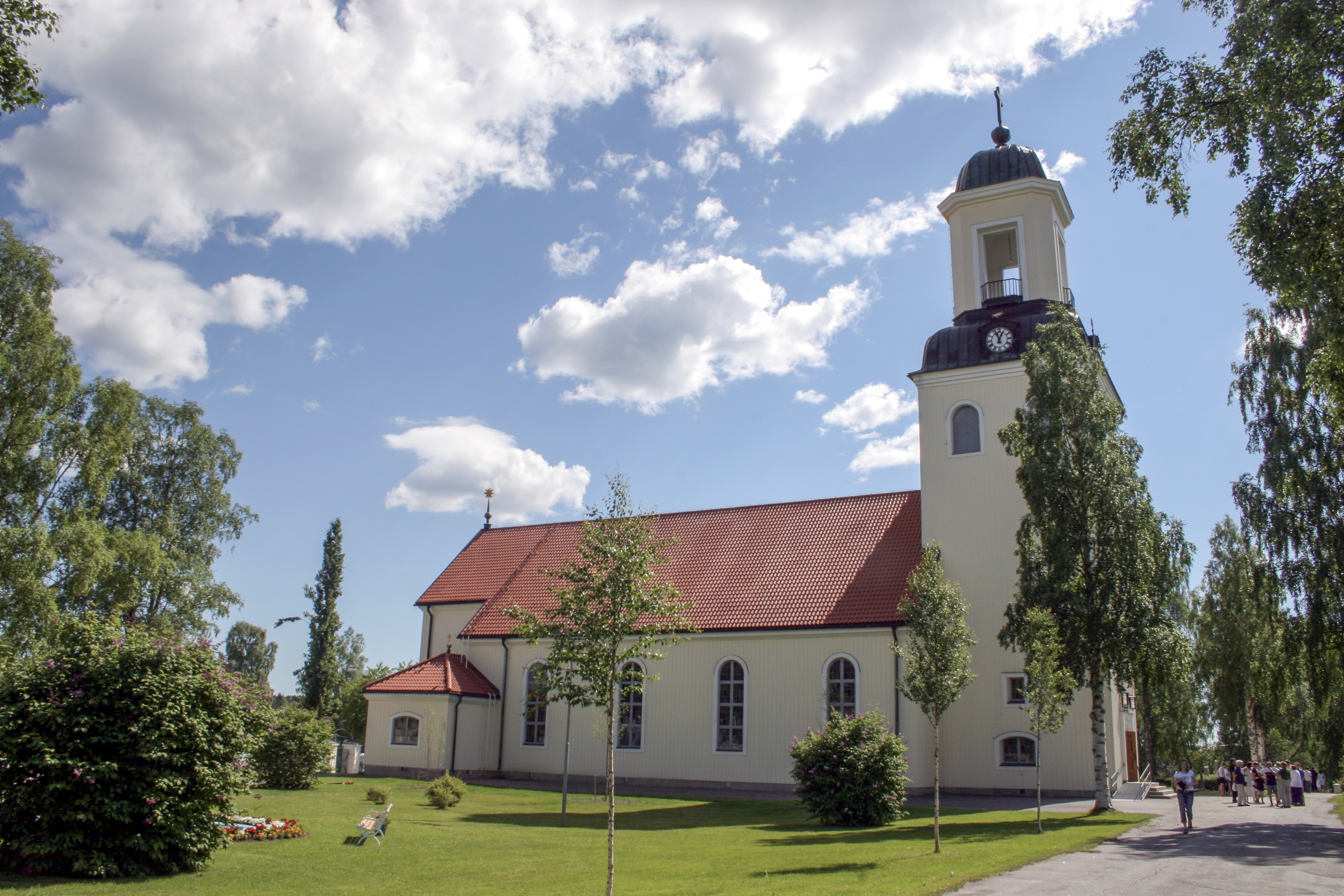
Kirche von Bjurholm

## Natur
Ein paar Kilometer westlich des Ortes Bjurholm liegt das Naturreservat Balberget. Dort gibt es einen Natur- und Minerallehrpfad. Der Zugang ist über das Lagerzentrum Balsjö möglich, von wo aus auch ein Lehrpfad startet, der über Jagdtechniken informiert.
20 Kilometer westlich des Ortes startet ab der Reichsstraße 92 der Lögdeälvens Vildmarksled. Dieser Wanderweg ist 85 Kilometer lang und führt durch eine schluchtenreiche Landschaft bis auf den Drachenrücken (Dakkryggen).

## Wirtschaft
Land- und Forstwirtschaft sind traditionelle und noch immer wichtige Wirtschaftszweige. Etwa 14 % der arbeitenden Bevölkerung arbeiten im primären Sektor (2 % im Reichsschnitt). 17 % sind in der Industrie (v. a. holzverarbeitende Industrie) beschäftigt.

## Orte
In der Gemeinde gibt es nur eine größere Ortschaft (tätort): Bjurholm. Drei weitere waren 2005 småorter mit mindestens 50, jedoch weniger als 200 Einwohnern: Agnäs, Balsjö und Karlsbäck. Alle anderen Orte der Gemeinde, darunter Bastuträsk, Bredträsk, Mellanå, Sunnanå und Vitvattnet, haben mittlerweile jeweils weniger als 50 Einwohner (die Gesamteinwohnerzahl der Gemeinde sank seit 1970 um etwa 40 %).